# Имран Хан
Имран Ахмед Хан Нијази (урд. عمران احمد خان نیازی; Лахор, 5. октобар 1952) пакистански је политичар који је био 22. премијер Пакистана од 18. августа 2018. до 10. априла 2022. године. Такође је вођа партије Покрет правде Пакистана од њеног оснивања. Пре политике се бавио крикетом и био је капитен репрезентације Пакистана која је освојила Светско првенство 1992. Као премијер Хан се бавио кризом платног биланса уз помоћ Међународног монетарног фонда.